# Unió Nacional de Grècia
La Unió Nacional de Grècia (en grec: Εθνική Ένωσις Ελλάδος, Ethniki Enosis Ellados EEE) fou un partit nacionalista antisemita fundat l'any 1927 a Tessalònica, Grècia.
Registrat com a societat de beneficència, l'EEE fou fundat per mercaders refugiats de l'Àsia menor. Segons els estatuts de l'organització, només els cristians hi podien militar. Els seus membres s'oposaven a la considerable població jueva de Tessalònica.
Fou liderat per Georgios Kosmidis (Γιώργος Κοσμίδης), un mercader analfabet turcoparlant, i per D. Charitopoulos (Δ. Χαριτόπουλος), empleat de la banca.
Els líders foren els encarregats de la defensa al judici celebrat després dels disturbis de Campbell del 29 de juny de l'any 1931, en què turbes de nacionalistes grecs atacaren l'assentament jueu anomenat "Campbell" de la ciutat. (El coadvocat fou Nikos Fardis (Νίκος Φαρδής), editor en cap del diari Makedonia.) 
Les estimacions situen la força del partit en 1.000 membres durant la dècada de 1930. Va obtenir resultats miserables a les eleccions municipals de 1934. L'any 1935, els partit implosionà com a resultat de les lluites internes. Fou recuperat per les forces d'ocupació alemanyes l'any 1942, durant l'ocupació de l'Eix de Grècia durant la Segona Guerra Mundial, molts membres de l'EEE esdevingueren col·laboradors destacats dels nazis (molts s'allistaren als Batallons de Seguretat i ajudaren en la identificació de grecojueus.
A causa dels seus uniformes i organització paramilitar, al partit se l'anomenava sovint "Les Tres Èpsilon" (τα Τρία Εψιλον) o "Els Cascos d'Acer" (οι Χαλυβδόκρανοι).